# Синдром Бёрта — Хога — Дьюба
Синдром Бёрта — Хога — Дьюба (англ. Birt–Hogg–Dubé syndrome) — редко встречающееся аутосомно-доминантное генетическое заболевание, обусловленное мутацией в гене FLCN и проявляющееся развитием доброкачественных опухолей волосяного фолликула (фиброфолликулом), кистами в лёгких и повышенным риском возникновения рака почки (хроматофобной почечной карциномы) и рака толстого кишечника.